# Симоново (Плюсский район)
Симоново — деревня в Плюсском районе Псковской области Российской Федерации. Входит в городское поселение Плюсса.

## География
Деревня расположена у юго-западной окраины районного центра — посёлка Плюсса.

## История
Постановлением Псковского областного Собрания депутатов от 26 января 1995 года все сельсоветы в Псковской области, в том числе Плюсский сельсовет, были переименованы в волости, и Сиомоново вошло в Плюсскую волость.
С 1 января 2006 года Симоново входит в образованное укрупнённое муниципальное образование Плюсская волость со статусом сельского поселения в составе муниципального образования Плюсский район со статусом муниципального района, согласно Закону Псковской области от 28 февраля 2005 года в границах Должицкой, Нежадовской и Плюсской волостей было.
С 2015 года деревня Симоново входит в городское поселение Плюсса, после упразднения Плюсской волости, согласно Закону Псковской области от 30 марта 2015 года № 1508-ОЗ «О преобразовании муниципальных образований».

## Население
| 2000 | 2001 | 2002 | 2010 |
| ---- | ---- | ---- | ---- |
| 23   | →23  | ↘16  | ↘11  |

Численность населения деревни по оценке на конец 2000 года составляла 23 человека, по переписи 2002 года — 16 человек.

## Инфраструктура
Личное подсобное хозяйство.

## Транспорт
Автодорога 58К-366 Цапелька — Плюсса.